# Acropora palifera
Acropora palifera är en korallart som först beskrevs av Jean-Baptiste Lamarck 1816.  Acropora palifera ingår i släktet Acropora och familjen Acroporidae. Inga underarter finns listade i Catalogue of Life.

## Bildgalleri

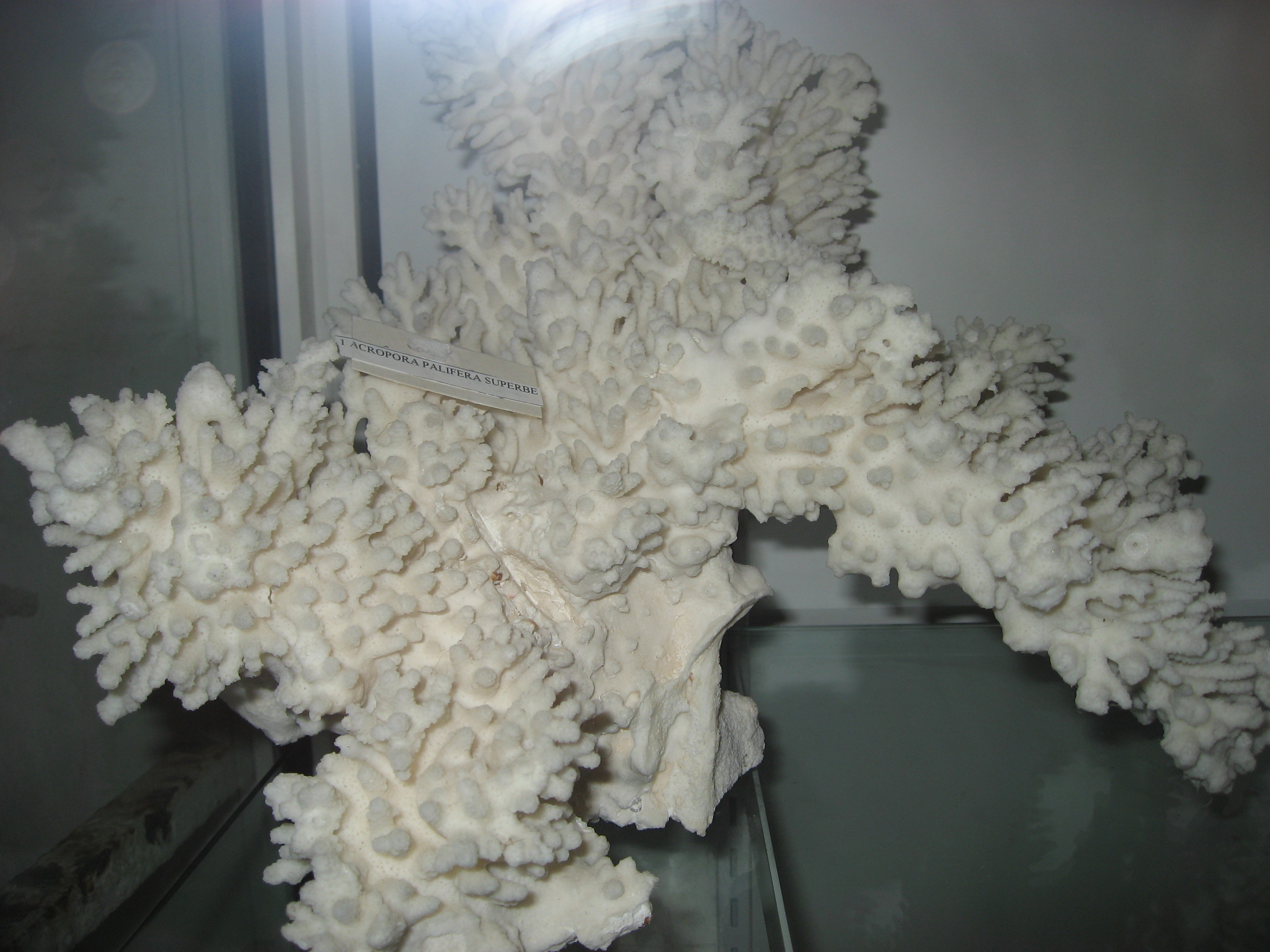
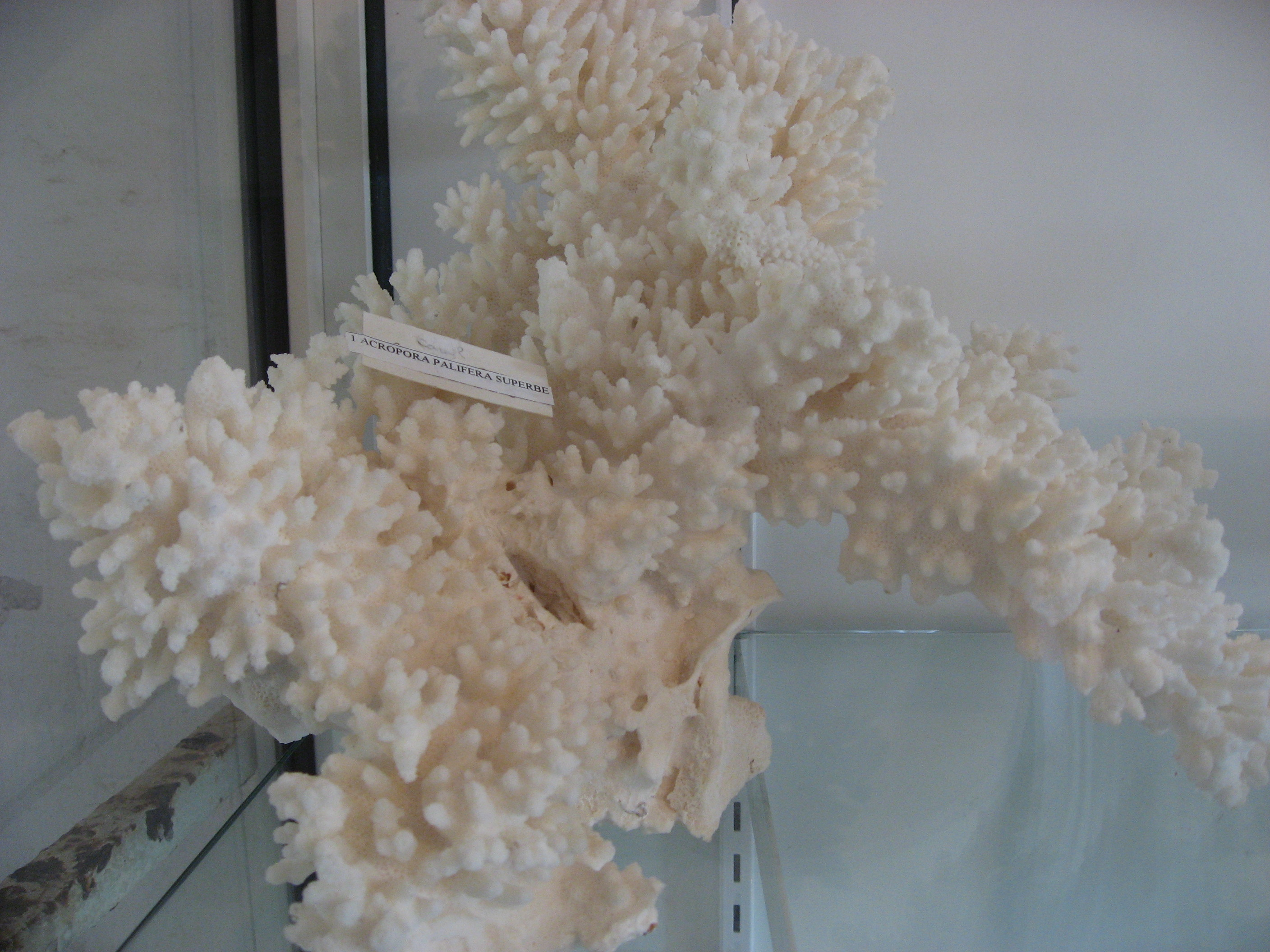
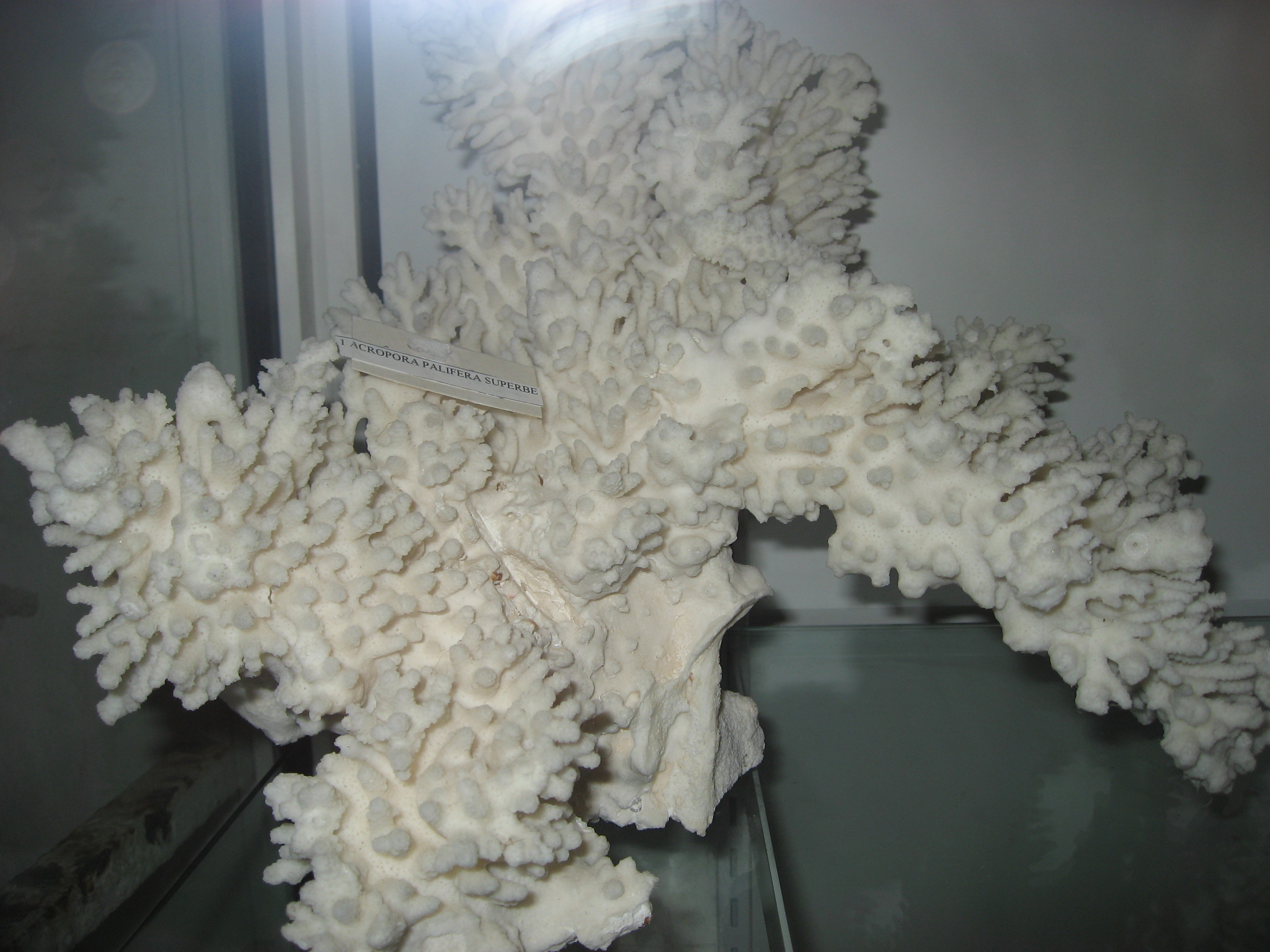